# Psilotarsus
Psilotarsus is een kevergeslacht uit de familie van de boktorren (Cerambycidae). De wetenschappelijke naam van het geslacht werd voor het eerst geldig gepubliceerd in 1860 door Motschulsky.

## Soorten
Psilotarsus omvat de volgende soorten:
- Psilotarsus brachypterus (Gebler, 1830)
- Psilotarsus heydeni (Ganglbauer, 1888)
- Psilotarsus hirticollis Motschulsky, 1860
- Psilotarsus lesnei (Semenov, 1933)
- Psilotarsus turkestanicus (Semenov, 1888)